# 安部公崇
安部 公崇（あべ きみたか）は、日本の官僚。会計検査院第1局総務検査課長。

## 人物
大分県出身。東京大学法学部卒業、2000年会計検査院入省。